# Heerbrugg
Heerbrugg (toponimo tedesco) è una frazione di 3 093 abitanti dei comuni svizzeri di Au, Balgach, Berneck e Widnau nel Canton San Gallo (distretto di Rheintal).

## Geografia fisica
Heerbrugg si trova nella media valle del fiume Reno.

## Storia

Heerbrugg nel 1958

A lungo piccolo insediamento contadino, Heerbrugg conobbe un ampio sviluppo a partire dalla fine del XIX secolo in seguito alla costruzione della ferrovia Coira-Rorschach e della conseguente industrializzazione; tra il 1902 e il 1914 l'abitato si espanse nel fondovalle su pianificazione dell'architetto Johann Labonté

## Monumenti e luoghi d'interesse
- Chiesa parrocchiale cattolica di San Nicola di Flüe, eretta nel 1943 in luogo di una precedente cappella costruita nel 1912[2];
- Chiesa riformata, eretta nel 1964[2];
- Castello di Heerbrugg, ricostruito nel 1774 e ampliato nel 1910[2].

## Società

### Evoluzione demografica
L'evoluzione demografica è riportata nella seguente tabella:
Abitanti censiti

## Economia

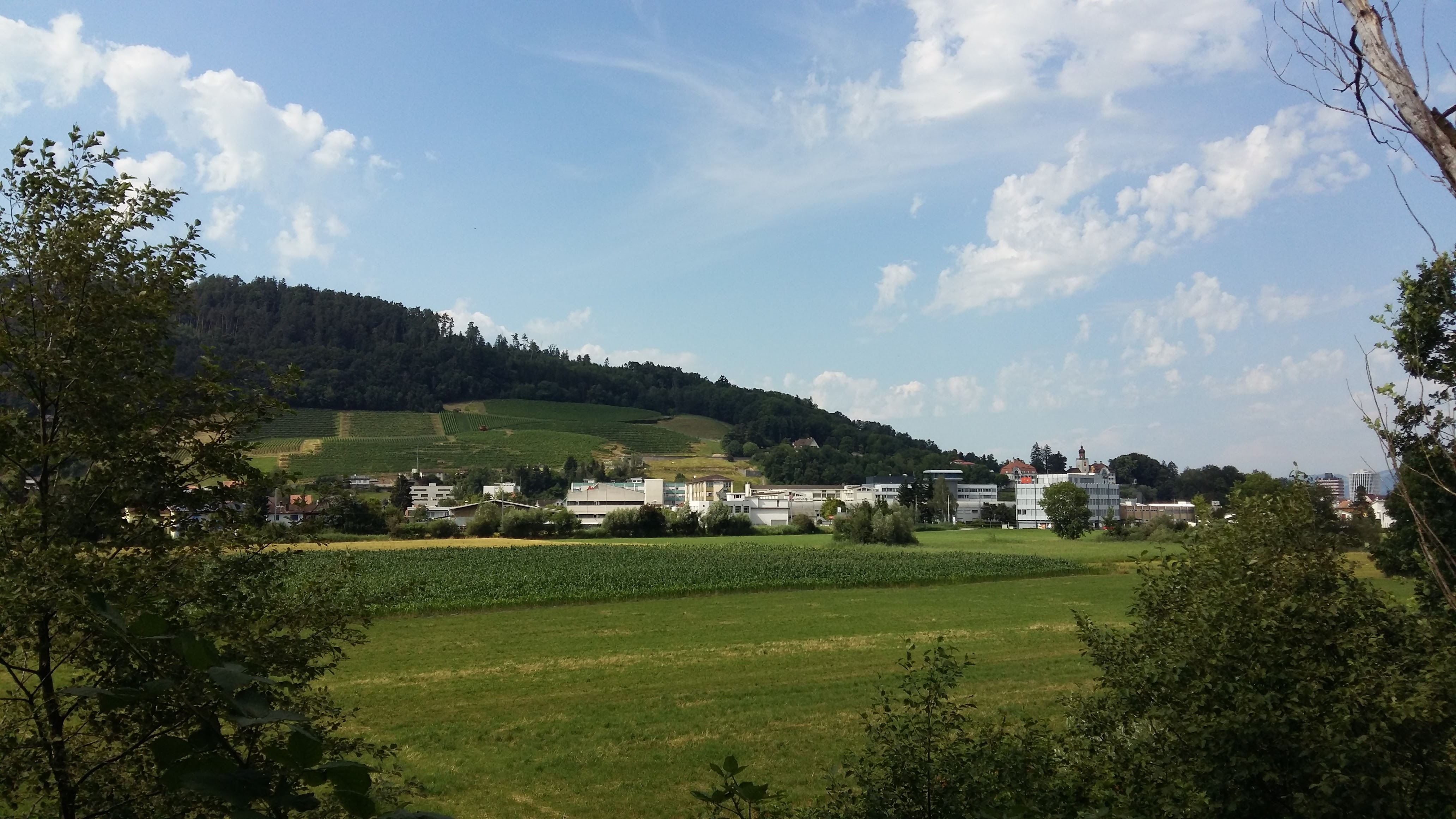
La Leica Geosystems

L'economia locale si basa prevalentemente sull'industria: laterizi, ricamifici, strumenti di misura (Leica Geosystems).

## Infrastrutture e trasporti

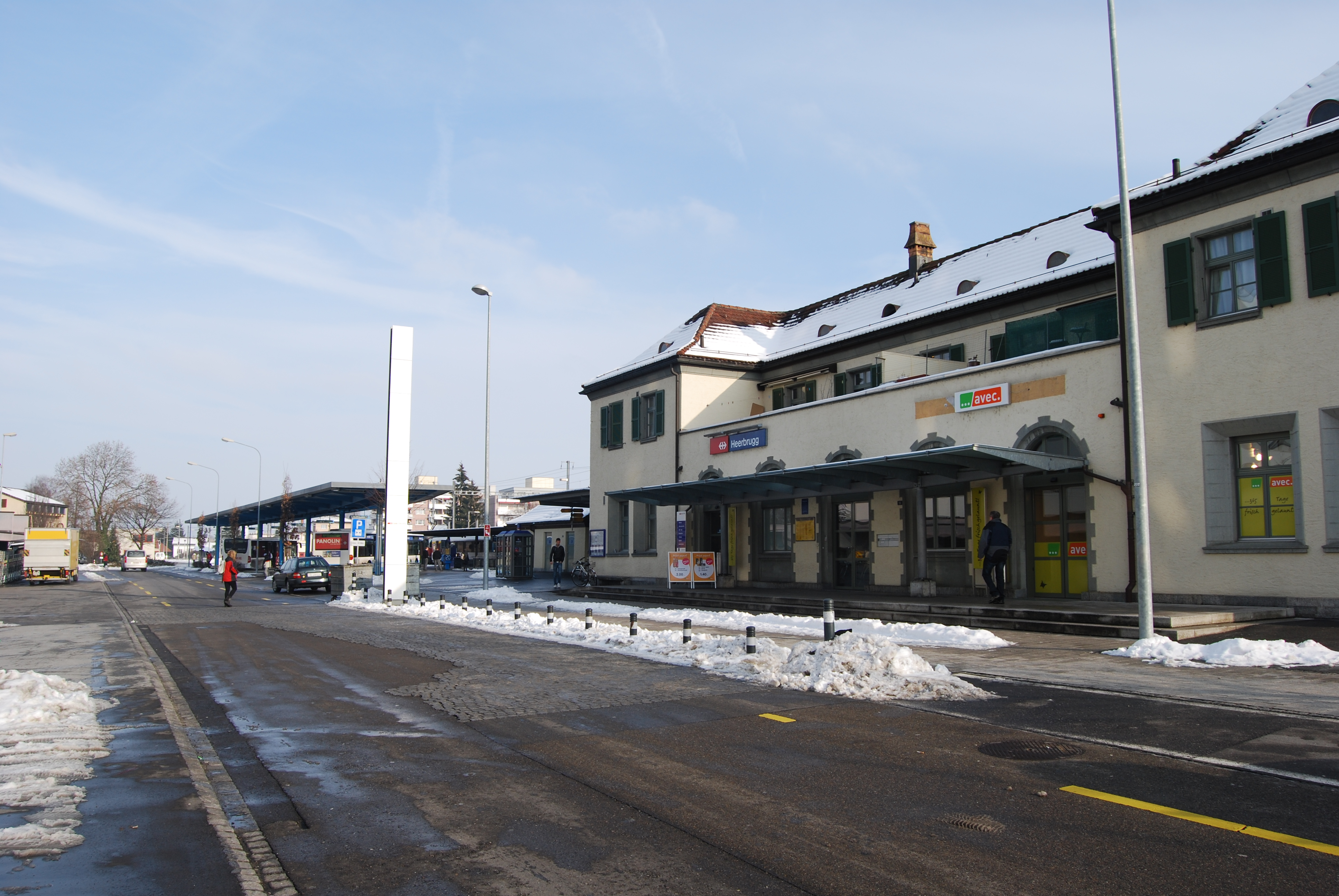
La stazione di Heerbrugg

Heerbrugg è servito dalle uscite di Au e Widnau sull'autostrada A13/E43, dalla strada principale 13 e dalla stazione di Heerbrugg sulla ferrovia Coira-Rorschach.